# قوائم اللغات
تسرد هذه الصفحة قوائم اللغات المنشورة.

## القوائم المنشورة
- وفقا لمنظمة إس أي إل إنترنيشنل إثنولوج: لغات العالم (الطبعة ال12، 1992، ISBN 1-55671-216-2) فإن هناك أكثر من 7٬100 لغة منطوقة.
- إن المنظمة الدولية للمعايير (ISO) يعين رموز لمعظم لغات، انظر أيزو 639
  - قائمة رموز أيزو 639-1 - رموز من حرفين (136 لغة رئيسية)
  - قائمةرموز أيزو 639-2 - رموز من ثلاثة أحرف
  - قائمة رموز أيزو 639-3 - رموز من ثلاثة أحرف، وتهدف إلى "تغطية كل اللغات الطبيعية المعروفة"
  - قائمة رموز أيزو 639-5 - رموز من ثلاثة أحرف لمجموعات وأسر اللغات
- المرصد اللغوي (LS-2010، بلغ مجموعه أكثر من 32800 مدخلات مرمزة وحوالي 70.900 اسم لغوي)
- وسم IETF BCP 47 - يعتمد على ISO 639، ولكنه يوفر آليات توسع متنوعة
- غلوتولوغ
- المرصد اللغوي (بإجمالي أكثر من 32800 إدخال مشفر وأكثر من 70900 اسم لغوي)

## قائمة مقالات ويكيبيديا
- قائمة اللغات

### قوائم شاملة
القوائم العالمية في نطاقها (كل اللغات الطبيعية الحية مدرج تصنيفها):
- حسب الاسم: قائمة بأسماء اللغات الأصلية (الأسماء المحلية)
- حسب النشوء والعلاقة التطورية: قائمة بالعائلات اللغوية (النشوء والتطور)
- الترتيب الزمني: قائمة اللغات حسب أول سجلاتها المكتوبة
- حسب المتحدثين:
  - قائمة اللغات حسب عدد المتحدثين
  - قائمة اللغات حسب عدد متحدثيها الأصليين
- قائمة اللغات حسب نظام الكتابة

### قوائم حسب المنطقة
- اللغات في أفريقيا
- اللغات الأصلية للأمريكتين
  - لغات أمريكا الشمالية
  - لغات أمريكا الجنوبية
- لغات آسيا
  - اللغات الشرق آسيوية
  - لغات جنوب آسيا
  - لغات جنوب شرق آسيا
- لغات أوروبا
- لغات أوقيانوسيا

### قوائم حسب النوع أو الملكية الخاصة
اللغات المنقرضة والمهددة بالانقراض أو التي تم إحياءها
- قائمة اللغات المنقرضة
  - قائمة اللغات حسب تاريخ انقراضها
- قائمة اللغات التي تم إحياءها
- قوائم اللغات المهددة بالانقراض

حسب الحالة أو تأثير المجال الثقافي
- قائمة لغات التواصل المشترك
- قائمة اللغات الرسمية
  - قائمة اللغات الرسمية بحسب الدولة
  - اللغات ذات صفة رسمية في ثلاثة بلدان أو أكثر
  - قائمة اللغات الرسمية حسب المؤسسة
- قائمة اللغات دون صفة رسمية (الأقليات اللغوية الرئيسية، عدة ملايين من المتكلمين)
- اللغات المستخدمة على الإنترنت (تتضمن قائمة من 30 أو نحو ذلك من اللغات الأكثر انتشاراً على الإنترنت)
- قائمة اللغات ذات الوضح المتبادل

أنواع خاصة من اللغات:
- قائمة اللغات البدجنية ذات الأصل الإنجليزي
- ISO 639 لغات ماكرو
- قائمة لغات الكريول
- قائمة اللغات المختلطة
- قائمة لغات الإشارة
  - قائمة لغات الإشارة على حسب عدد المشيرين بها
- قائمة اللغات التي تم تأليفها